# Habitation à loyer modéré

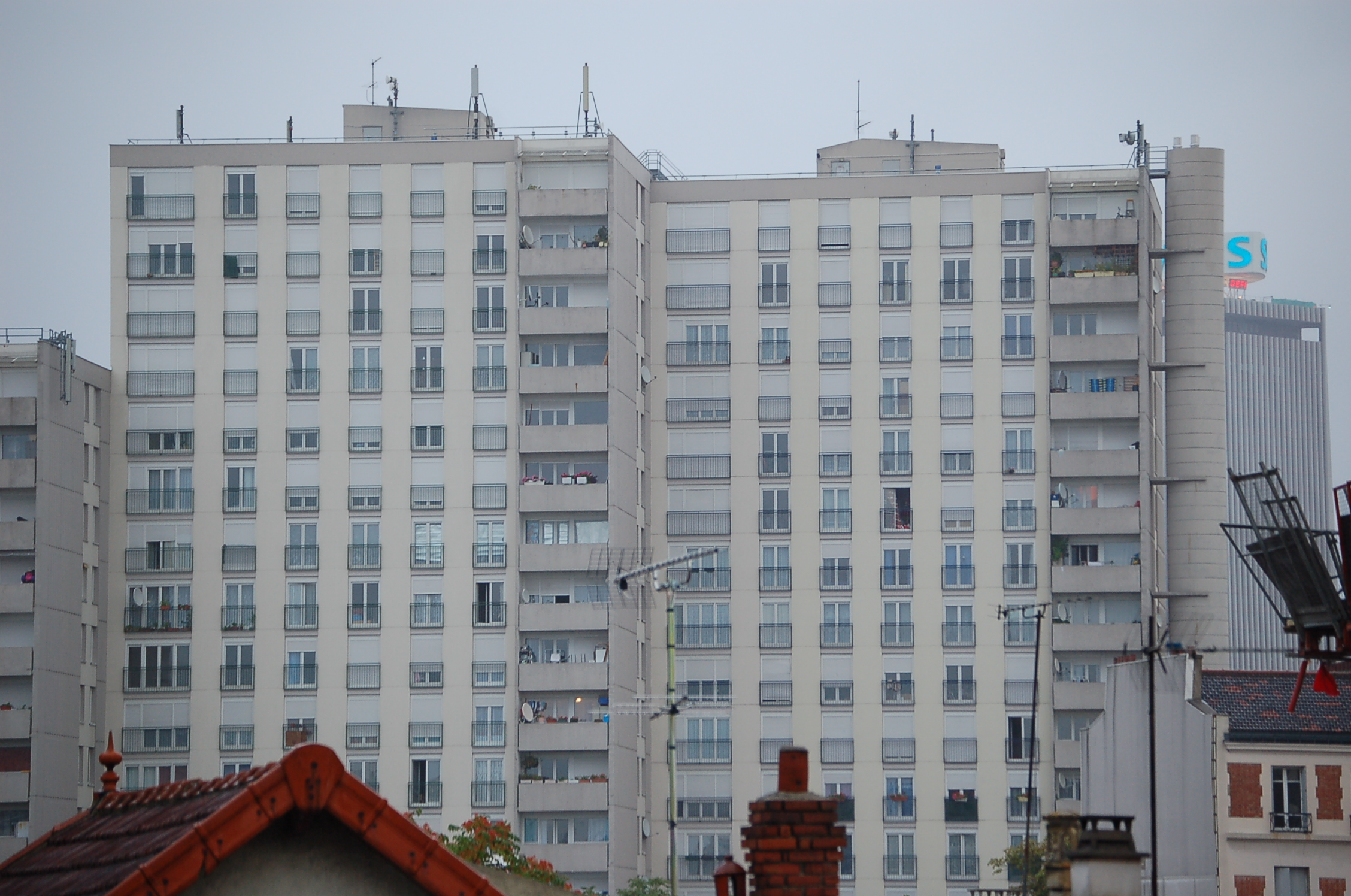
H.L.M.-flats in Saint-Denis.

H.L.M. (habitation à loyer modéré), Frans voor "woning tegen gereduceerd tarief", is een vorm van sociale woningbouw in Frankrijk. Er zijn ongeveer vier miljoen gesubsidieerde woningen, voor in totaal zo'n veertien miljoen mensen, iets meer dan 20% van de Franse bevolking.